# أعلى المدحي (يهر)

تعديل مصدري - تعديل

أعلى المدحي هي إحدى قرى عزلة يهر بمديرية يهر التابعة لمحافظة لحج، بلغ تعداد سكانها 97 نسمة حسب تعداد اليمن لعام 2004.